# 中井勇介
中井 勇介（なかい ゆうすけ、1981年10月12日 - ）は、大阪府出身の元アメリカンフットボール選手で、現在は競輪選手。

## 来歴
追手門学院高等学校でアメリカンフットボールをはじめる。ポジションはラインバッカー(LB)。法政大学トマホークス時代、2000年の甲子園ボウルで優勝を経験。その後、IBMビッグブルーに加入したが、2005年にオービックシーガルズに移籍。2009年のノートルダム・ジャパン・ボウルでは日本代表選手として出場した。
その後、同じくアメリカンフットボール出身の里見恒平（日本競輪学校第99期生）が競輪選手となった影響を受け、自身も競輪転向を決意。その後、鶴岡與之（81期）に師事し、競輪学校第100期適性試験に合格。在校競走成績は14位（13勝）。
2011年7月12日、千葉競輪場でデビューし初勝利を挙げた。